# Spanish Point (Antarktika)
Der Spanish Point (englisch; bulgarisch нос Еспаньола nos Espanjola) ist eine felsige Landspitze an der Südküste der Livingston-Insel im Archipel der Südlichen Shetlandinseln. Sie liegt 2 km südlich des Aleko Rock am Ufer der South Bay.
Die durch das UK Antarctic Place-Names Committee vorgenommene Benennung des Kaps erfolgte 1994 auf Wunsch der Teilnehmer der Zweiten Bulgarischen Antarktisexpedition (1993–1994), die damit an die Unterstützung der Expedition aus Spanien erinnern wollten.